# Île Kolgouïev
L'île Kolgouïev  (en russe : остров Колгуев) est une île de Russie située dans le Sud-Est de la mer de Barents, à l'ouest de la mer de Petchora, à 80 km au nord-ouest de l'île Sengueïski (ru), une île littorale du district autonome de Nénétsie, et à 107 km au nord-est de la péninsule de Kanine, sur le continent. L'île fait partie du district autonome de Nénétsie.
L'île, de forme à peu près circulaire, a un diamètre moyen de 80 km et une surface de 5 156 km2. Le point le plus haut se situe à 176 mètres d'altitude. L'île comprend de vastes zones humides couvertes d'une végétation de toundra et parsemée de nombreuses tourbières et moraines. La faune est rare et se limite à quelques colonies d'oiseaux, de renards polaires ainsi que de quelques rennes.
Le climat de l'île est rude et froid. Les hivers sont longs avec des températures basses (en janvier -10 à −15 °C, souvent −20 °C) tandis que les étés sont courts et frais (en juillet de 4 à 6 °C, seulement 3 mois au-dessus de 0 °C).

## Histoire
Jens Munk y fait naufrage en 1609. 
L'île Kolgouïev fut explorée en 1894 par le naturaliste anglais Aubyn Trevor-Battye qui, à la suite d'une mésentente avec l'équipage du navire qui l'avait emmené là, y resta 12 semaines puis dut rentrer par ses propres moyens à Arkhangelsk, plus de 600 km au sud-ouest. Il publia le résultat de son étude d'histoire naturelle et de topographie de l'île avec une partie ethnographique sur la société des Nénètses ainsi qu'un livre sur les péripéties de son voyage. 
L'île est au cœur d'un récit de l'écrivain russe Vassili Golovanov intitulé Éloge des voyages insensés paru aux éditions Verdier.

## Géographie humaine
Découverte aux XIIIe et XIVe siècles, l'île Kolgouïev n'a eu une population permanente qu'à partir de 1767, où 70 dissidents religieux, des vieux-croyants, tentèrent de s'y installer. Mais après un an seuls quatre d'entre eux avaient survécu. Les Nénètses s'installèrent dans l'île au XIXe siècle, ils étaient déjà plus d'une centaine en 1858, parcourant la toundra avec leurs troupeaux de rennes.   
Il n'existe qu'une seule agglomération de 446 habitants, Bougrino, située sur la côte sud-est et peuplée en majorité de Nénètses. Ceux-ci vivent essentiellement de la pêche, de l'élevage de rennes et du piégeage d'animaux à fourrure. Le gaz et le pétrole, découvert en 1980, sont également exploités dans le nord de l'île, pratiquement sans contact avec la population de Bougrino.
L'accès à l'île est possible en hélicoptère (en été) ou en avion (en hiver) une fois par semaine à partir de Naryan-Mar.

## Climat
| Mois                                        | jan.       | fév.       | mars     | avril      | mai        | juin      | jui.      | août      | sep.      | oct.       | nov.       | déc.       | année      |
| ------------------------------------------- | ---------- | ---------- | -------- | ---------- | ---------- | --------- | --------- | --------- | --------- | ---------- | ---------- | ---------- | ---------- |
| Température minimale moyenne (°C)           | −13,7      | −14,9      | −12,6    | −8,3       | −3         | 1,8       | 5,8       | 6         | 3,7       | −1,3       | −6,5       | −9,4       | −4,4       |
| Température moyenne (°C)                    | −10,5      | −11,5      | −9,5     | −5,5       | −1,1       | 3,8       | 8,3       | 8,3       | 5,8       | 0,9        | −3,8       | −6,5       | −1,8       |
| Température maximale moyenne (°C)           | −7,7       | −8,7       | −6,7     | −3,1       | 1,1        | 6,7       | 11,6      | 10,8      | 8         | 2,6        | −1,7       | −4,1       | 0,7        |
| Record de froid (°C) date du record         | −37,6 1999 | −40,1 1951 | −36 1958 | −31,6 1941 | −22,5 1966 | −6,2 1969 | −2,4 1998 | −2,9 1948 | −6,3 1968 | −21,2 1940 | −27,5 1968 | −35,5 1978 | −40,1 1951 |
| Record de chaleur (°C) date du record       | 2,3 1969   | 1,7 1944   | 2,3 2015 | 8,7 2021   | 18,5 2021  | 27,4 1989 | 30 1990   | 29,2 1972 | 20,3 2019 | 12 1974    | 5,8 1934   | 4,4 2014   | 30 1990    |
| Précipitations (mm)                         | 22         | 18         | 17       | 16         | 16         | 32        | 31        | 38        | 41        | 45         | 26         | 29         | 331        |
| Record de pluie en 24 h (mm) date du record | 19 2019    | 39 2019    | 16 1959  | 10 1961    | 17 1964    | 35 1956   | 30 2004   | 62 1970   | 35 1957   | 30 1999    | 13 1962    | 26 1962    | 62 1970    |

| Diagramme climatique                                  |             |             |            |         |          |           |         |        |           |            |            |
| J                                                     | F           | M           | A          | M       | J        | J         | A       | S      | O         | N          | D          |
| −7,7−13,722                                           | −8,7−14,918 | −6,7−12,617 | −3,1−8,316 | 1,1−316 | 6,71,832 | 11,65,831 | 10,8638 | 83,741 | 2,6−1,345 | −1,7−6,526 | −4,1−9,429 |
| Moyennes : • Temp. maxi et mini °C • Précipitation mm |             |             |            |         |          |           |         |        |           |            |            |

## Économie
En dehors du nord de l'île, l'économie est en déclin. Le sovkhose de Kolgouiev est composé de deux troupeaux de rennes qui comptaient plus de 7 000 têtes en 1994. Les éleveurs font pâturer en sus leurs propres troupeaux, de plus de 1 500 têtes à la même date. Il y a eu jusqu'à 20 000 rennes sur l'île, mais l'élevage de rennes est d'une rentabilité quasiment nulle, faute de débouchés solvables. L'atelier fourrure n'occupe que quelques vieilles femmes à domicile. L'équipe de pêche, de peausserie d'animaux marins et la laiterie ont été supprimés depuis longtemps. 
Dans la partie nord de l'île, le pétrole occupe 150 personnes, essentiellement russes, sur la base, et environ 20 personnes par puits (au cours de la mission de forage). L'épais permafrost (environ 300 mètres) et la profondeur du gisement (environ 1,5 km) nécessitent avec les autres contraintes naturelles des travaux importants. La présence de ces installations nuit à l'élevage des rennes dans cette partie de l'île, ce qui fait que leur nombre total sur l'île est maintenant de l'ordre de 6 000 têtes.